# 肉排刀

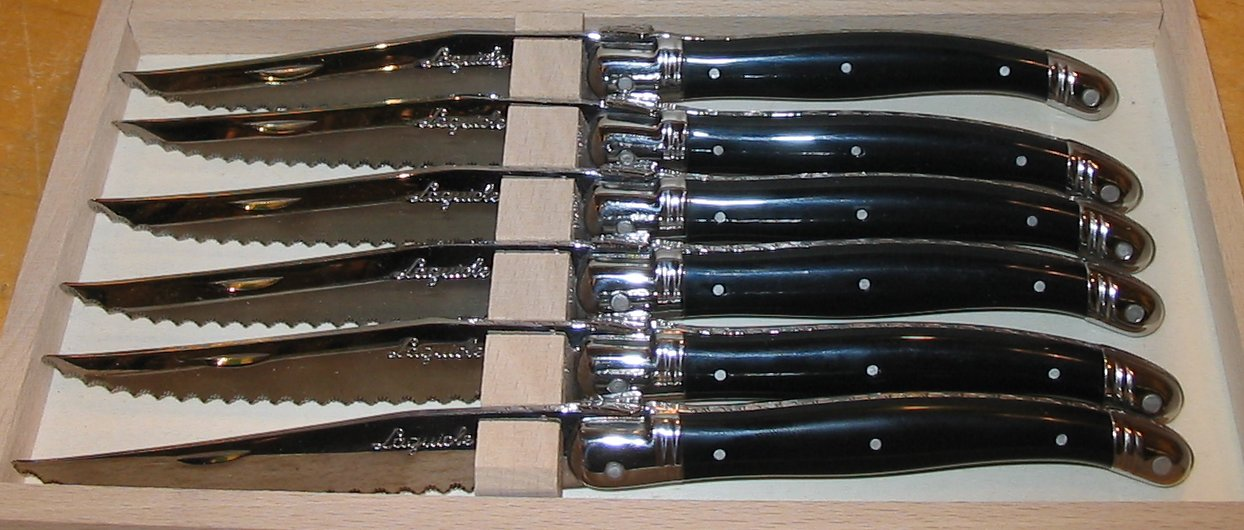
肉排刀

肉排刀是專門用來切割肉排的餐刀。肉排刀具有多種款式和尺寸，然而在肉排餐廳中常見的肉排刀通常具有锯齿状刀片以及木柄。第二次世界大战後，美國境內出現了專用的肉排刀。